# Qui és, el pare?
Qui és, el pare? (títol original en anglès, Father Figures) és una pel·lícula de comèdia estatunidenca de 2017 dirigida per Lawrence Sher (en el seu debut com a director), escrita per Justin Malen i protagonitzada per Owen Wilson, Ed Helms, JK Simmons, Katt Williams, Terry Bradshaw, Ving Rhames, Harry Shearer, June Squibb, Christopher Walken i Glenn Close. La pel·lícula segueix dos germans adults que es proposen trobar el seu pare biològic trobant-se amb els homes amb què la seva mare solia sortir. S'ha doblat al català.
El rodatge va començar el 5 d'octubre de 2015 a Atlanta, i la pel·lícula es va estrenar als Estats Units el 22 de desembre de 2017 a càrrec de Warner Bros. Pictures. Va ser mal rebuda pels crítics, que el van qualificar de desproveït d'"energia o propòsit" i va recaptar 25 milions de dòlars contra el seu pressupost de 25 milions de dòlars.